# Mis romances
| Críticas profissionais | Críticas profissionais |
| Avaliações da crítica  | Avaliações da crítica  |
| Fonte                  | Avaliação              |
| ---------------------- | ---------------------- |
| Allmusic               | [ 1 ]                  |

Mis Romances é o 16º álbum de estúdio do cantor mexicano Luis Miguel, lançado em 2001. É o quarto e último álbum da série Romance em que o cantor somente interpreta músicas do gênero bolero.

## Faixas
| N.º            | Título                         | Compositor(es)                            | Duração |  |
| 1.             | "Que Sabes Tú?"                | Myrtha Silva                              | 4:48    |  |
| 2.             | "Tú Me Acostumbraste"          | Frank Domínguez                           | 2:34    |  |
| 3.             | "Perfidia"                     | Alberto Domínguez Borras                  | 3:26    |  |
| 4.             | "Amor, Amor, Amor"             | Ricardo López Méndez Gabriel Ruíz Galdino | 3:42    |  |
| 5.             | "Cómo Duele"                   | Armando Manzanero                         | 3:52    |  |
| 6.             | "Todo una Vida"                | Oswaldo Farres                            | 3:14    |  |
| 7.             | "El Tiempo Que Te Quede Libre" | José Ángel Espinoza Aragón                | 2:26    |  |
| 8.             | "Amorcito Corazón"             | Jesús Camacho Villaseñor                  | 2:50    |  |
| 9.             | "La Última Noche"              | Bobby Collazo                             | 3:49    |  |
| 10.            | "Volver"                       | Alfredo Le Pera Carlos Gardel             | 3:41    |  |
| 11.            | "Al Que Me Siga"               | Manuel Alejandro                          | 4:33    |  |
| Duração total: | Duração total:                 | Duração total:                            | 38:55   |  |

## Singles
| #  | Título             | EUA | LATIN POP | LATIN TROP |
| -- | ------------------ | --- | --------- | ---------- |
| 1. | "Al Que Me Siga"   | #21 | #12       | #30        |
| 2. | "Amor, Amor, Amor" | #13 | #7        | #13        |
| 3. | "Como Duele"       | #1  | #1        | #5         |

## Charts
| Chart (2001)               | Posição |
| -------------------------- | ------- |
| Billboard 200              | 115     |
| Billboard Latin Pop Albums | 1       |
| Billboard Top Latin Albums | 2       |

## Vendas e certificações
| Região | Certificação | Vendas/distribuição |
| --- | ------------ | ------------------- |
| Argentina (CAPIF) | 2x Platina   | 80.000x             |
| Brasil (ABPD) | Ouro         | 50.000*             |
| Espanha (PROMUSICAE) | 3x Platina   |                     |
| EUA (RIAA) | 4x Platina   | 600.000^            |
| México (AMPROFON) | 4x Platina   | 400.000^            |
| *vendas baseadas apenas na certificação ^distribuições baseadas apenas na certificação xdistribuições não-especificadas baseadas apenas na certificação |              |                     |